# La sonata degli spettri
La sonata degli spettri (in svedese: Spöksonaten) è un dramma da camera del drammaturgo svedese August Strindberg.
Scritto nel marzo del 1907, terza composizione per l'Intima teatern del drammaturgo, dove venne rappresentato, con mediocre successo, quattordici volte.
La sonata degli spettri racconta le avventure di un giovane studente, il signor Arkenholz, che idealizza la vita degli abitanti di un elegante condominio di Stoccolma. Fa la conoscenza del misterioso Jacob Hummel, che lo aiuta a trovare la strada per l'appartamento, solo per scoprire che è un covo di tradimenti e malattie. Lo studente impara che il mondo è un inferno e gli esseri umani devono soffrire per raggiungere la salvezza. L'opera è incentrata su una famiglia di sconosciuti che si incontrano per il gusto di incontrarsi. Non si scambiano dialoghi né gesti; semplicemente siedono e si crogiolano nella propria sventura.